# Axel Honneth
Axel Honneth (IPA: [aksl̩ ˈhɔnɛt]) (Essen, 18 luglio 1949) è un filosofo e politologo tedesco.

## Biografia
Allievo di Jürgen Habermas, insegna filosofia all'Università di Francoforte. Il suo pensiero si distanzia da quello del maestro grazie ai contributi della filosofia di Hegel (in particolare della dialettica signoria/servitù della Fenomenologia dello spirito) e delle conseguenti riflessioni di Marx; è inoltre influenzato dalle teorie di George Herbert Mead, György Lukács e Michel Foucault. È esponente della terza generazione della "Scuola di Francoforte".
Direttore dell'Istituto di ricerche sociali, viene considerato il più importante filosofo della terza generazione della Scuola di Francoforte (dopo la prima generazione di Max Horkheimer e Theodor Adorno e la seconda di Habermas).

## Pensiero
La sua filosofia si inserisce nel dibattito sulle politiche del "riconoscimento" (Anerkennung) all'interno di una prospettiva multiculturale e tenta di conciliare posizioni liberali e dottrine comunitaristiche.
Il suo saggio più importante è Lotta per il riconoscimento. Proposte per un'etica del conflitto (1992). Da ricordare anche il libro pubblicato insieme a Nancy Fraser Redistribuzione o riconoscimento?.
Honneth riprende le tesi hegeliane, in particolar modo la produzione jenese precedente alla pubblicazione della Fenomenologia dello spirito. Approfondendo i temi sociali accennati da Hegel, sostiene l'esistenza di tre sfere del riconoscimento. Quella primaria riguarda l'ambito della famiglia, degli affetti stretti, dei parterner e degli amici e ha come forma di riconoscimento l'amore reciproco. In questa prima sfera il soggetto è compreso nella sua totalità e le fasi del riconoscimento ricalcano quelle della psicologia sociale di Winnicott e Mead. La seconda sfera riguarda invece la relazione del soggetto con le istituzioni globali, dove esso è riconosciuto solo astrattamente nella forma del diritto. La terza e ultima sfera riguarda l'ambito mezzano della comunità, dove l'attore sociale esprime il suo riconoscimento tramite la stima e la solidarietà.
A ogni felice riconoscimento può corrispondere un misconoscimento, un riconoscimento distorto o mancato. La sfera primaria può così essere fonte di violenza, quella secondaria di privazione dei diritti e la terza di vergogna e stereotipi. Il misconoscimento origina nella persona che lo subisce patologie sociali che lo portano a una concezione alienata di sè o a una profonda rabbia nei confronti dei responsabili del torto. La lotta per il riconoscimento mancato, che riguarda unicamente la seconda e la terza sfera, è secondo Honneth il principale motore dello sviluppo storico e politico.

## Opere tradotte in italiano
- Riconoscimento. Storia di un'idea europea, Feltrinelli, 2019.
- La libertà negli altri. Saggi di filosofia sociale, il Mulino, 2017.
- L'idea di socialismo. Un sogno necessario. Feltrinelli, 2016. ISBN 978-88-07-10520-3
- Il diritto della libertà. Lineamenti per un'eticità democratica. Codice, 2015. ISBN 978-88-7578-517-8
- Patologie della ragione. Storia e attualità della teoria critica. Pensa Multimedia, 2012. ISBN 978-88-8232-906-8
- Riconoscimento e conflitto di classe. Scritti 1979-1989, Mimesis Edizioni, 2011.
- Capitalismo e riconoscimento, Firenze University Press, 2010.
- La stoffa della giustizia. I limiti del proceduralismo, Trauben 2010.
- Redistribuzione o riconoscimento? Una controversia politico-filosofica, Meltemi, 2007 (scritto con Fraser Nancy).
- Reificazione. Uno studio in chiave di teoria del riconoscimento, Meltemi, 2007.
- Il dolore dell'indeterminato. Un'attualizzazione della filosofia politica di Hegel, Manifestolibri, 2003.
- Lotta per il riconoscimento, Il Saggiatore, 2002.
- Critica del potere. La teoria della società in Adorno, Foucault e Habermas, Dedalo, 2002.
- Riconoscimento e disprezzo, Rubbettino, 1993.
- Il lavoratore sovrano. Lavoro e cittadinanza democratica, Il Mulino, Bologna 2025.

## Letteratura critica
- Bert van den Brink, David Owen (a cura di), Recognition and Power: Axel Honneth and the Tradition of Critical Social Theory, Cambridge University Press, 2007.
- Jean-Philippe Deranty, Beyond Communication: A Critical Study of Axel Honneth's Social Philosophy, Brill, 2009.
- Danielle Petherbridge (a cura di), Axel Honneth: Critical Essays, Brill, 2011.
- Eleonora Piromalli, Axel Honneth. Giustizia sociale come riconoscimento, Mimesis Edizioni, 2012.